# Longuemare-Sonnennymphe
Die Longuemare-Sonnennymphe (Heliangelus clarisse) ist eine Vogelart aus der Familie der Kolibris (Trochilidae). Von manchen Autoren wird sie auch als Unterart (Heliangelus amethysticollis clarisse) der Amethystsonnennymphe klassifiziert. Das Verbreitungsgebiet der Art umfasst die südamerikanischen Länder Venezuela und Kolumbien. Der Bestand wird von der IUCN als nicht gefährdet (Least Concern) eingeschätzt.

## Merkmale
Die Longuemare-Sonnennymphe erreicht eine Körperlänge von etwa 9,4 cm. Der gerade, schwarze Schnabel wird ca. 18 mm lang. Das Gefieder hinterlässt einen eher dunklen Eindruck. Das Oberteil des Männchens ist dunkelgrün. Folgt man der Abgrenzung des Handbook of the Birds of the World so hat die Unterart spencei eine samtschwarze Krone. Bei der Unterart violiceps ist sie purpur und bei clarisse glanzlos grün. Alle haben einen kleinen funkelnd blauen Scheitel über dem Schnabel. Postokular (hinter den Augen) befindet sich ein weißer Fleck. Die Kehle ist purpurviolett, die unterhalb durch eine sichelartige grüne Linie abgegrenzt wird. Der Rest des Unterteils ist schimmernd dunkel grün und mit grau durchzogen. Der Untersteiß (Crissum) ist weiß und nur bei spencei gelbbraun. Die Schwanzfedern sind farblich bronzegrün bis schwarz. Die äußeren Steuerfedern haben weiße Flecken. Das Weibchen ähnelt dem Männchen, ist aber etwas dunkler. Außerdem kann die Kehle weiße Federn aufweisen.

## Habitat
Man sieht den Vogel an Waldrändern mit einer hohen Dichte an Blumen wie z. B. Psammisia oder Heidekraut ähnlichen Gewächsen. Er bewegt sich in Höhen zwischen 1800 und 3100 Metern.

## Verhalten
Der Kolibri fliegt und rastet relativ bodennah. Der Vogel verhält sich territorial. Er fliegt gezielt und regelmäßig bestimmte Futterpflanzen wie Kletterpflanzen, Epiphyten oder Gebüsch z. B. Palicourea an. Seinen Nektar holt er sich im Schwirrflug und durch Festklammern. Des Weiteren ernährt er sich von fliegenden Insekten, die er im Flug erbeutet. Dabei sieht man ihn auch in gemischten Gruppen. Die Brutzeit ist von Mai bis August.

## Unterarten
Folgt man dem Handbook of Birds of the World so ist Heliangelus clarisse mit folgenden drei Unterarten.
- Heliangelus clarisse violiceps Phelps & Phelps, Jr., 1953[1]
- Heliangelus clarisse spencei  (Bourcier, 1847)[2]
- Heliangelus clarisse clarisse (Longuemare, 1841)[3]

Die Unterart violiceps kommt in der Sierra de Perijá an der kolumbianisch-venezolanischen Grenze vor. Nur im Bundesstaat Mérida in den Anden des Nordwestens Venezuelas findet sich spencei.  Die Ostanden Kolumbiens, in den Provinzen Norte de Santander und Cundinamarca, sowie das angrenzende Westvenezuela ist die Heimat von der ssp. clarisse.
Die Unterart Heliangelus clarisse verdiscutatus (Phelps & Phelps Jr., 1955) wird allgemein als Synonym zur Nominatform betrachtet.
Das South American Check-list Committee von der American Ornithological Society sieht Heliangelus clarisse noch immer als Unterart. Zu einer eindeutigen Abgrenzung werden hier mehr Daten erwartet.
Außerdem herrscht bei manchen Autoren die Meinung vor, dass die Méridasonnennymphe (Heliangelus spencei) eine eigene Art und keine Unterart ist.

## Etymologie und Forschungsgeschichte
Agathe François Gouÿe de Longuemare beschrieben die Art unter dem Namen Ornismya clarisse. Das Typusexemplar wurde im Gebiet der Santa Fé de Bogotá gesammelt. Später wurde sie der Gattung Heliangelus zugeordnet. Dieser Name leitet sich von den griechischen Worten »hēlios ἥλιος« für »Sonne« und »angelos ἄγγελος« für »Engel, Bote, Gesandter« ab. Das Artepitheton ist Clarisse Parzudaki (1807–1884) geb. Moreuil, der Frau von Charles Parzudaki (1806–1889) und der Mutter von François Charles Émile Fauqueux-Parzudaki (1829–1899) gewidmet. »Spencei« ist dem Entomologen William Spence (1783–1860) gewidmet. »Violiceps« setzt sich aus den lateinischen Worten »viola« für »violettfarben« und »-ceps, caput« »-gekrönt, Kopf« zusammen.